# Henri Botey
Henri-Armand Botey (alias Monsieur Éric ou Empereur de Pigalle ou encore Rase-Mottes en raison de sa petite taille), né le 14 mai 1933 à Belfort, en Franche-Comté et mort le 5 juin 2013 à Vicq-sur-Nahon,, fut une figure du proxénétisme et des établissements prisés des nuits parisiennes de 1960 à 2010.

## Biographie
Henry Botey a une dizaine d'années lorsque son père est fusillé par les nazis. Pupille de la nation, il devient apprenti boulanger.
Dans les années 1950, il rencontre Carmen Vallet, une ancienne prostituée de dix-huit ans son ainée et possédant un hôtel de passe à Pigalle. Avec le renfort d'Alain Picaud dit « le bâtard » ou « le gitan », le couple prend le contrôle directement ou pas, de tous les établissements du quartier :  boîtes de nuit, hôtels de passe et bars à hôtesses, dont la Bohème, le Yellow Dog, le Tiffany, le Sulky, le Lautrec, la Lorelei, le Mucha... Il est si habile en affaires, que la presse le surnomme le « premier proxénète de France ».
Henry Botey prospère dans son activité "galante" et se bâtit un réseau de connaissances multiples et variées, la justice ne le mettant « à l'ombre » que pour quelques mois, la police semblant avoir profité de renseignements capables de minimiser sa curiosité et les renseignements généraux d'une approche pragmatique du monde de la politique et des relations internationales, dont il fait à son tour profiter ses protecteurs locaux, les frères Zemour : sa première interpellation date de septembre 1966.
Ayant sympathisé avec Jean-Marie Le Pen et Pierre Durand, alors fondateurs et dirigeants très actifs de la Société d'études et de relations publiques (SERP) et amateurs de voile et de virées nocturnes, il devient le parrain de Marine Le Pen, dont il aurait organisé le baptême en 1969,,,,. Après la création du Front National en 1972, Botey prendra part à la croisière de Jean-Marie Le Pen à bord du voilier Eryx II, un voilier qu'il convoyait de Panama vers les îles Marquises en 1975, même s'il préfère les belles demeures, les œuvres d'art, les voitures de luxe et les jolies filles...
Ses démêlés avec la police et la justice commencent sous le septennat de Valery Giscard d'Estaing (1974-1981). Botey est condamné pour la première fois, le 18 mai 1976, à quatre mois de prison avec sursis et à 60 000 francs d’amende après une descente de la brigade mondaine dans l’un de ses établissements. Une amende fiscale de 19 millions de francs lui est infligée, mais, bien conseillé, Botey négocie et obtient un échelonnement ne grevant son budget que de 1 000 F par mois.
La même année, il sort indemne de l'explosion d'un colis piégé. Il est hospitalisé, avec des brûlures de plusieurs degrés, il en gardera des marque des brûlures toute sa vie sur la main . 
En 1978, Botey écope de deux ans de prison dont un avec sursis. Il continue à exercer de sa prison grâce à quelques prête-noms. Le mariage ne survivra pas à cette séparation. Depuis des années, il trompe sa femme avec ses prostituées, alors elle en profite pour demander le divorce. Botey acquiert alors la célèbre Résidence de la Muette, rue de Boulainvilliers, jadis propriété de la non moins célèbre Madame Claude, dans le quartier de la Muette, seizième arrondissement. L'établissement sera à la fois cadeau d'adieu et entreprise commune.
Néanmoins, à sa sortie de prison, la guerre des gangs va ravager Pigalle pendant plus d'une décennie.
En 1981, François Mitterrand qui a une autre conception de la justice et des renseignements généraux, confie une enquête à Pierre Touraine, directeur de la Police judiciaire. Sur commission rogatoire du juge d’instruction Jean-Louis Debré, la brigade financière et les inspecteurs de la brigade du proxénétisme et des stupéfiants à l’époque dirigée par l'incorruptible commissaire divisionnaire Emmanuel Morin, contrôlent sa comptabilité. Le 11 juin 1982, il est de nouveau condamné pour proxénétisme, cette fois à dix mois de prison et à 300 000 F d’amende. Carmen Vallet est condamnée quelques mois plus tard à vingt-quatre mois de prison – dont dix-neuf avec sursis – et à 300 000 F d’amende.
Vient alors une époque troublée. Pendant la première cohabitation (1986-1988) entre la droite et la gauche, Charles Pasqua, ministre de l'intérieur, remanie à son tour les Renseignements français, et leur utilisation de la pègre. Depuis 1981, le Front National gagne en visibilité mais à partir de 1988 Pierrette Le Pen fait des révélations sulfureuses à des interlocuteurs soigneusement sélectionnés, sur fond de son divorce contre Jean-Marie Le Pen. Parmi ces révélations, le fait que Pierre Durand (1933-1994) journaliste et militant proche de son ex mari, aurait été le prête-nom de l'un des établissements d'Henri Botey,. Ce qui ne va pas manquer d'attirer l'attention sur ce dernier.
A la même époque, son lieutenant, Alain Picaud est "retourné" par Jacques Imbert, dit Jacky le mat, qui persuade celui-ci que la place de Botey devrait lui revenir. Botey soupçonne quelque chose et fait appel à André Gau, dit Dédé Gau et alias "Dédé le gode".
Le 16 avril 1987, rue Frochot, devant l’un de ses établissements, le Manhattan, dont il sortait, deux hommes à moto tirent sur Botey avec un 11,43 mm. Sans succès: il est certes grièvement blessé, mais il en réchappe.
Le jeudi 10 décembre 1987, Botey est en compagnie de Dédé Gau et rencontre par hasard un vieil ami, Jean-Pierre Le Pape, futur « inventeur » du gang des postiches. Botey lui propose de le raccompagner mais attend un coup de fil. En effet, Picaud avait convenu d'appeler Botey à vingt heures, dans une cabine téléphonique publique du boulevard Bineau, à Neuilly. Le téléphone sonne. Botey et Gau serrés dans la cabine téléphonique décrochent. A ce moment là, Picaud sort d'une voiture garée et tire. Maladroit, il tue André Gau, puis l’arme s’enraye. Il sort alors une arme de poing plus petite et tire de nouveau avant de s'enfuir en trombe. Botey et Le Pape n’ont rien. Arrêté quelques jours plus tard, Alain Picaud reconnait les faits. Botey décide alors de se rendre invisible.
Le 4 avril 2011, à 77 ans, il est arrêté par la police, mis en examen, puis écroué à la prison de Fleury-Mérogis pour une affaire de proxénétisme aggravé,. La presse redécouvre ses liens avec les Le Pen et c'est le scandale. Les Le Pen se distancient du parrain.
Henri Botey meurt le 5 juin 2013.
Il avait amassé une fortune colossale, gagnant environ 50 000 euros par mois et par établissement, selon un système commercial discret, dit « au bouchon », les clients des hôtesses se voyant facturer une ou des bouteilles d'un champagne onéreux selon l'étendue de la "galanterie" désirée.